# Caroline Weir
Caroline Elspeth Lillias Weir (født 20. juni 1995) er en kvindelig skotsk fodboldspiller, der spiller midtbane for spanske Real Madrid i Primera División og Skotlands kvindefodboldlandshold.
Hun fik officielt landsholdsdebut i juni 2013, mod Island og deltog også ved EM i fodbold for kvinder 2017, hvor hun scorede Skotlands første EM-mål nogensinde for kvinder. Hun deltog ligeledes ved VM i fodbold for kvinder 2019 i Frankrig, efter at Skotland havde vundet deres kvalifikationsgruppe forud for slutrunden.

## Meritter
Arsenal
- FA Women's Cup: 2014

Manchester City
- FA Women's League Cup: 2019
- Women's FA Cup: 2018-19[7]

Individuelt
- Vauxhall Scotland Player of the Year: 2016[8]
- Liverpool Ladies Player of the Year: 2016[9]
- NRS Scottish Sporting Breakthrough Award: 2017[10]